# Oranienbaum-Wörlitz
Oranienbaum-Wörlitz är en stad i Landkreis Wittenberg i Sachsen-Anhalt, Tyskland. Staden bildades 2011 genom en administrativ sammanslagning av städerna Oranienbaum och Wörlitz samt de mindre landsortskommunerna Brandhorst, Gohrau, Griesen, Horstdorf, Kakau, Rehsen, Riesigk och Vockerode.

## Geografi
Stadsdelen Wörlitz ligger nära floden Elbe, omkring 15 kilometer öster om Dessau. Stadsdelen Oranienbaum ligger 6 km söder om Wörlitz. Stadskärnorna har historiskt växt fram som två skilda stadsbildningar och skiljs åt av en sträcka på omkring 5 km över öppna fält. Stadens förvaltning har sitt huvudsäte i Oranienbaum, med en filial i Wörlitz.

## Historia

### Wörlitz
Wörlitz kallades en gång för "Anhalts Venedig". Under fursten av Anhalt-Dessau, Leopold III:s regeringstid under 1700-talets senare hälft anlades i staden en stor parkanläggning, Wörlitzer Park, som redan i sin samtid var berömd. Denna har tillsammans med andra parker i närområdet 2000 av Unesco tagits upp på världsarvslistan som skyddat kulturlandskap.

### Oranienbaum

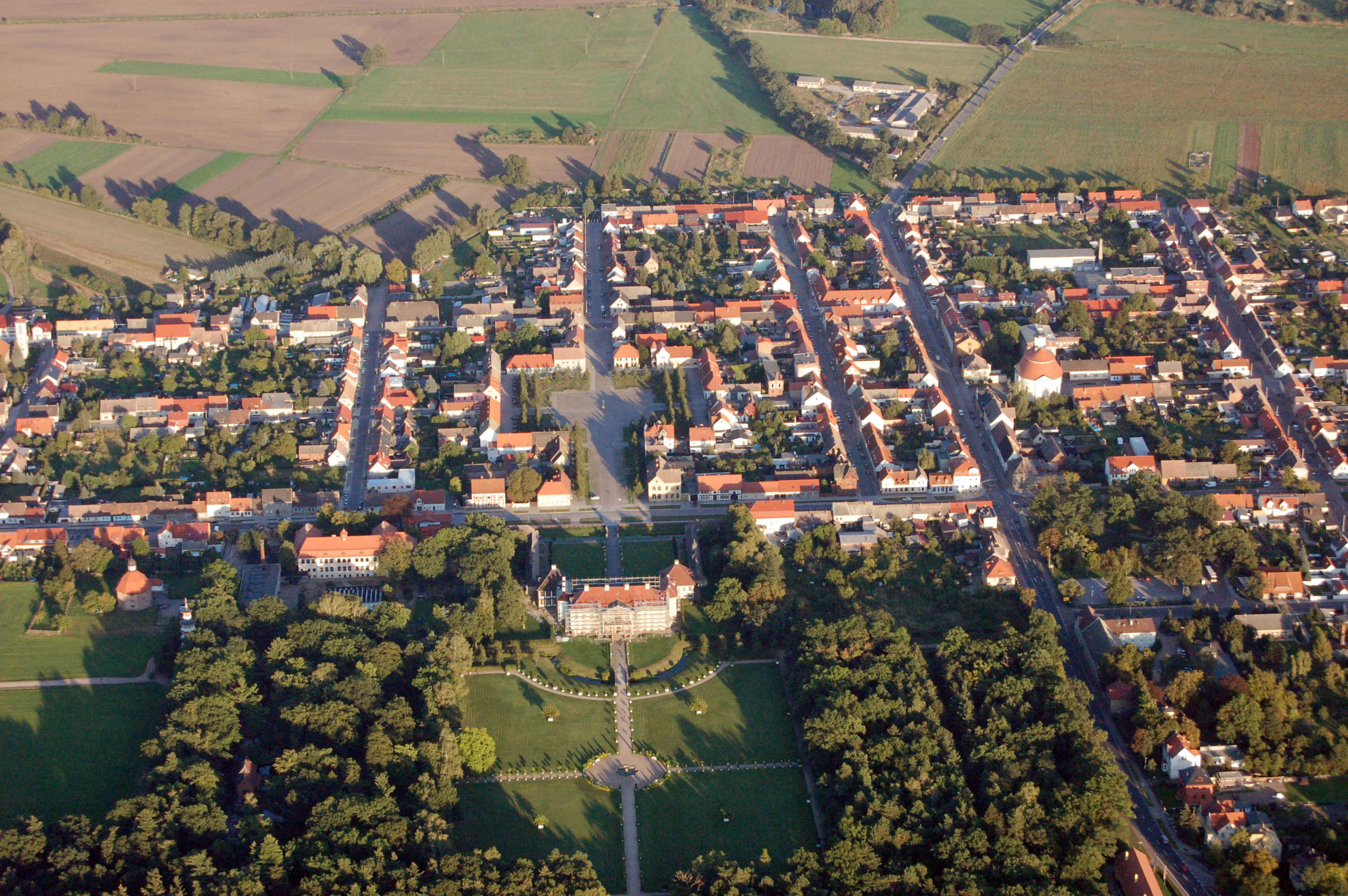
Oranienbaum med slottet

Ursprungligen låg här den medeltida byn Nischwitz, som omkring år 1500 övergavs som ödeby. 1645 lät furstinnan Agnes av Anhalt-Dessau uppföra ett befäst hus på platsen. Barockslottet och staden Oranienbaum anlades med ett rätlinjigt gatunät i slutet av 1600-talet och början av 1700-talet. Namnet valdes till grevinnan Henriette Catharina av Oranien-Nassaus ära.
Stadsdelen Oranienbaum är idag mest känd för sitt barockslott, Schloss Oranienbaum, med tillhörande parkanläggning, som även denna tillhör världsarvsparkområdet Dessau-Wörlitz.

## Kultur och sevärdheter

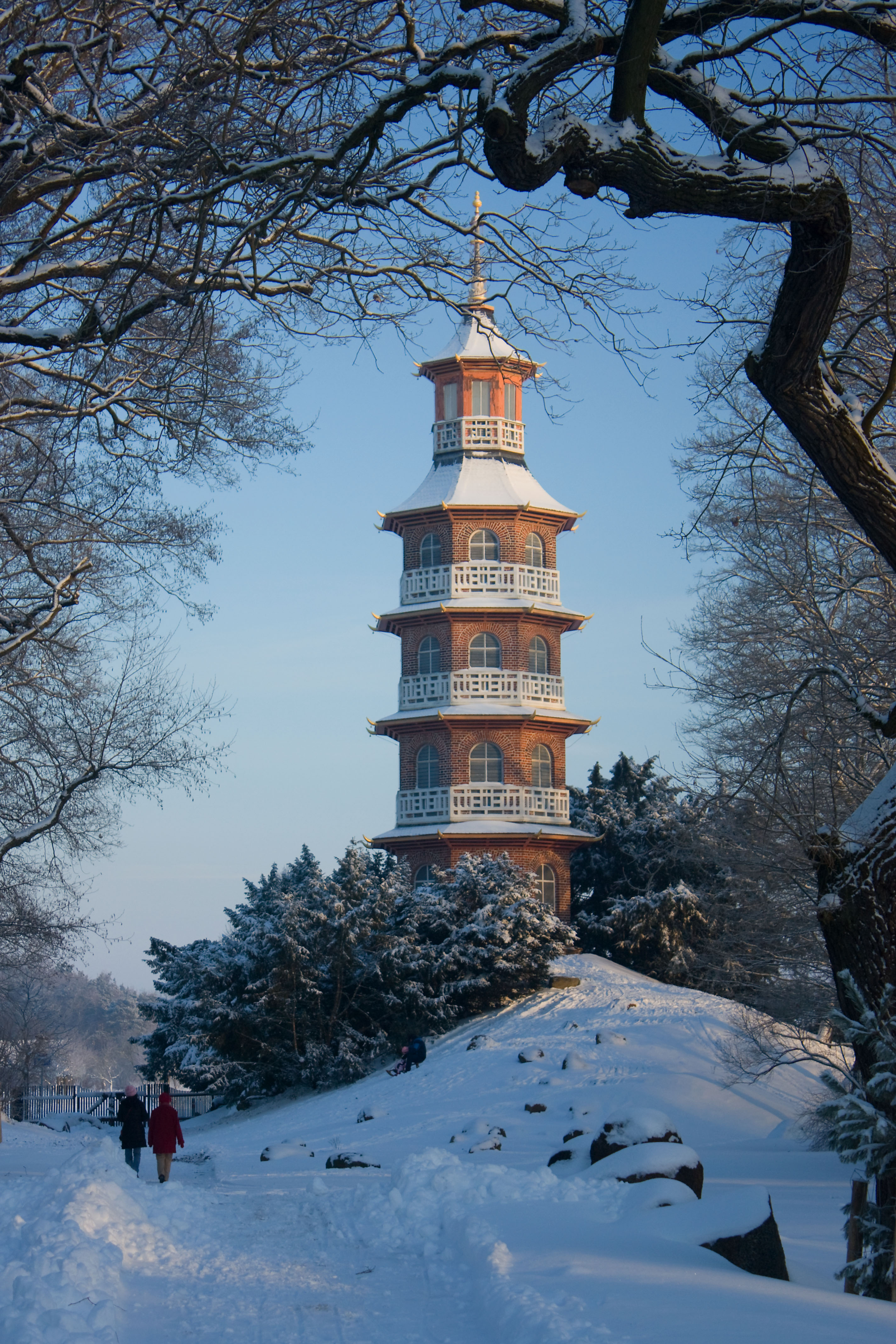
Pagoden i Oranienbaums slottspark

- Trädgårdsområdet Dessau-Wörlitz, världsarvslistat parkområde. I detta ingår:
  - Wörlitzer Park med Schloss Wörlitz.
  - Schloss Oranienbaum, med park, tehus, orangeri och klocktorn.
- I staden finns ett antal byggnader som är uppförda i Bauhaus-stil.

## Kommunikationer
Staden ligger vid motorvägen A9, som nås via påfarten Dessau-Ost. Genom staden passerar även Bundesstrasse 107.
Från Wörlitz leder en reaktionsfärja, kabelbunden och driven av flodströmmen, över Elbe till staden Coswig (Anhalt). Färjeleden utgjorde tidigare en del av Bundesstrasse 107 men trafiken har sedan 2006 letts om via motorvägsbron, på grund av den låga vägstandarden och att färjetrafiken fått ställas in under högvattenperioder i Elbe.
Under sommarmånaderna trafikeras järnvägen Dessau - Oranienbaum - Wörlitz med rälsbussar för turisttrafik. Den närmaste stationen för den ordinarie regionala järnvägstrafiken är Dessau Hauptbahnhof, omkring 12 km västerut.